# Disney Cruise Line
Disney Cruise Line is een Amerikaans cruisemaatschappij die eigendom is van The Walt Disney Company. Disney Cruise Line valt onder de divisie Walt Disney Parks, Experiences and Consumer Products. Het bedrijf verzorgt cruisetochten en heeft zijn hoofdkantoor in Celebration, Florida. Naast de cruiseschepen bezit het bedrijf ook een eiland in de Bahama's, genaamd Castaway Cay, met een haven die exclusief bedoeld is voor de Disney-schepen.

## Havens

### Port Canaveral
Port Canaveral is de thuishaven van de Disney Cruise Line en heeft hier een eigen terminal (terminal 8) waar het schepen en passagiers verwerkt. In 2019 werd besloten om terminal 8 en 10 in Port Canaveral te verbouwen. De terminal moest onder andere uitgebreid en verbeterd worden om te kunnen blijven voldoen aan de nieuwe vloot en hoeveelheid Disney-schepen.

### Port Everglades
In 2022 werd een plan van Disney voor een tweede terminal door de Broward County Commissie goedgekeurd. Terminal 4 wordt omgebouwd en vanaf 2023 zal Disney een deel van de schepen laten uitvaren vanaf Port Everglades.

### Vervoer
Naast reguliere aankomst mogelijkheden heeft Dinsey ook eigen vervoersopties, gasten kunnen vanuit meerdere hotels opgehaald worden met daarvoor bestemde (pendel)bussen.

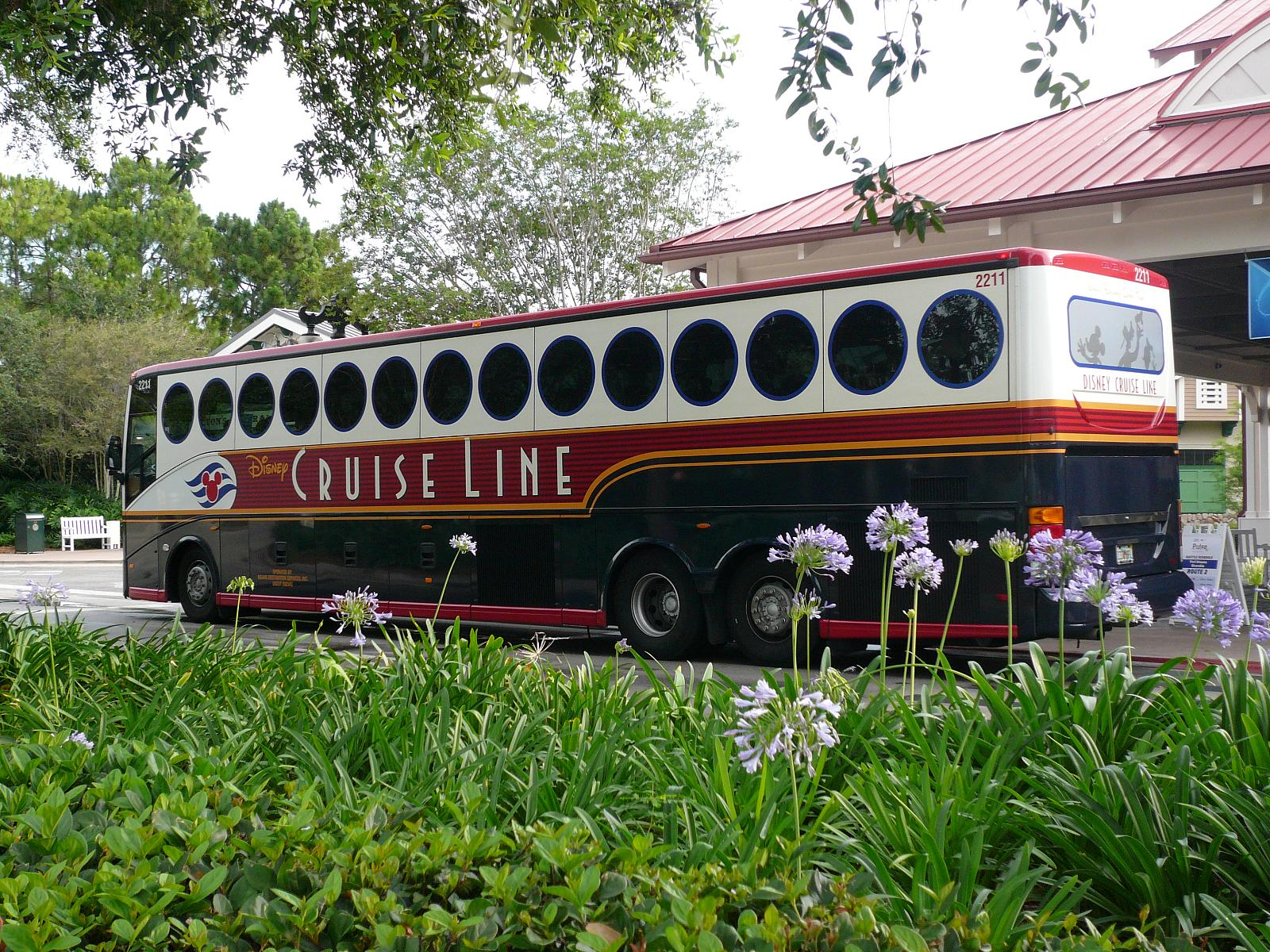
passagiersbus vertrekt vanaf Walt Disney World Resort naar Orlando International Airport.

## Schepen
Ieder Disney-schip heeft een eigen logo, die op meerdere plekken van het schip te zien zijn. Alle schepen varen onder de vlag van de Bahama's.
In 2010 en 2011 werden twee nieuwe schepen aan de vloot toegevoegd, de Disney Dream en Disney Fantasy. Beide schepen zijn gebouwd op de Meyer Werft in Duitsland. De Disney Magic en Disney Wonder werden gebouwd door het Italiaanse bedrijf Fincantieri. 
Disney Cruise Line heeft twee schepen van de Wish-klasse in bestelling bij Meyer, waarvan de oplevering gepland zijn voor in 2024 en 2025. Deze nieuwe schepen gebruiken vloeibaar aardgas als brandstof.
In augustus 2024 werden nog vier schepen besteld bij Meyer Werft. Deze schepen komen tussen 2027 (S.723) en 2031 in de vaart.
De vloot bestaat uit de volgende schepen:
| Schip            | Foto | Klasse | Capaciteit  | Bouwjaar | Ingebruikname                          | Thuishaven         |
| ---------------- | ---- | ------ | ----------- | -------- | -------------------------------------- | ------------------ |
| Disney Magic     |      | Magic  | 2700 pax    | 1998     | 30 juli 1998                           | Port Canaveral, FL |
| Disney Wonder    |      | Magic  | 2700 pax    | 1999     | 15 augustus 1999                       | Port Canaveral, FL |
| Disney Dream     |      | Dream  | 4000 pax    | 2011     | 26 januari 2011                        | Port Canaveral, FL |
| Disney Fantasy   |      | Dream  | 4000 pax    | 2012     | 31 maart 2012                          | Port Canaveral, FL |
| Disney Wish      |      | Wish   | 1254 kamers | 2021     | 29 juni 2022                           | Port Canaveral, FL |
| Disney Treasure  |      | Wish   | 1254 kamers | 2024     | december 2024                          | Port Canaveral, FL |
| Disney Destiny   |      | Wish   | 1250 kamers | Onbekend | 2025                                   | Port Canaveral, FL |
| Disney Adventure |      | Global | -           | Onbekend | 2025 zeeproeven beginnen eind augustus |                    |

## Eilanden

### Castaway Cay

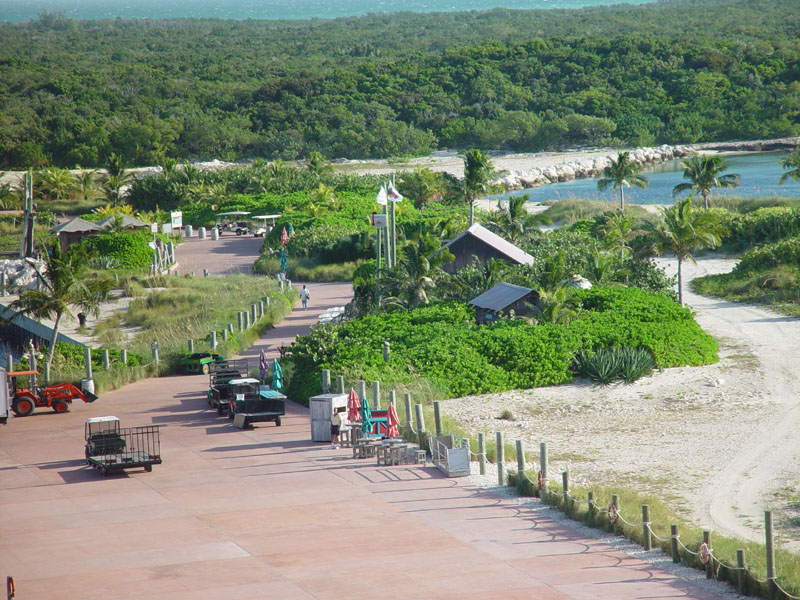
Castaway Cay.

Castaway Cay is een privé-eiland op de Bahama's dat in het bezit is van The Walt Disney Company. Het is exclusief beschikbaar voor Disney-schepen. 

### Lighthouse Point
Lighthouse Point (Eleuthera) is een tweede privé-eiland op de Bahama's van The Walt Disney Company. De opening van dit eiland staat gepland voor 2024. De bestemming moet onder andere duurzame economische kansen creëren voor de bevolking. Op het eiland komen onder andere faciliteiten als een tramvoorziening, spa & wellness, een pier, meerdere stranden en verschillende gedoneerde natuurgebieden.